# Самоврядна зона
Самоврядна зона — адміністративна одиниця 1 рівня М'янми. Всього таких одиниць було створено 6: 1 Самоврядна область та 5 Самоврядних зон.
| Назва                   | Оригінальна      | Склад                                 | Населення | Площа(км²) |
| ----------------------- | ---------------- | ------------------------------------- | --------- | ---------- |
| Самоврядна зона Дану    | ဓနုကိုယ်ပိုင်အုပ်ချုပ်ခွင့်ရဒေသ  | (об'єднує 2 волості в штаті Шан)      |           |            |
| Самоврядна зона Кокан   | ကိုးကန့်ကိုယ်ပိုင်အုပ်ချုပ်ခွင့်ရဒေသ | (об'єднує 2 волості в штаті Шан)      |           |            |
| Самоврядна зона Нага    | နာဂကိုယ်ပိုင်အုပ်ချုပ်ခွင့်ရဒေသ  | (об'єднує 3 волості в області Сікайн) |           |            |
| Самоврядна зона Палаунг | ပလောင်းကိုယ်ပိုင်အုပ်ချုပ်ခွင့်ရဒေသ | (об'єднує 2 волості в штаті Шан)      |           |            |
| Самоврядна зона Па-О    | ပအိုဝ့်ကိုယ်ပိုင်အုပ်ချုပ်ခွင့်ရဒေသ | (об'єднує 3 волості в штаті Шан)      |           |            |
| Самоврядна область Ва   | ဝကိုယ်ပိုင်အုပ်ချုပ်ခွင့်ရတိုင်း   | (об'єднує 6 волостей в штаті Шан)     |           |            |